# 秋元満
秋元 満（あきもと みつる、1927年8月25日 - 2019年1月5日）は、日本の銀行家。

## 経歴
滋賀県出身。1952年に同志社大学経済学部を卒業し、翌年に京都銀行に入行。1974年11月に取締役に就任し、1979年7月に常務、1984年6月に専務、1992年6月に副頭取を経て、1994年4月に頭取に就任。1998年6月に会長に就任し、2002年6月から2006年6月までに相談役を務めた。
京都銀行協会会長、京都経済同友会副代表幹事、京都商工会議所副会頭、京セラ・日本電産各監査役などを歴任した。
2002年11月に勲四等旭日小綬章を受章。
2019年1月5日、老衰のために死去。91歳没。